# Аниций Ацилий Глабрион Фауст
Аниций Ацилий Глабрион Фауст (лат. Anicius Acilius Glabrio Faustus) — римский политик, консул 438 года.
Его отцом был Ацилий Глабрион Сивидий Спедий. Фауст женился на дочери Таррутения Максимилиана. Он установил надпись в честь своего прадеда, имя которого не сохранилось (возможно, Марка Ацилия Фауста).
О карьере Фауста сообщается в надписи, воздвигнутой жителями Ариции по случаю их избавления от «невыносимых тягот». Он был кандидатом в квесторы, претором, комитом при консистории, трижды городским префектом Рима (первый раз между 408 и 423 годами, когда Гонорий был старшим августом, второй — в 425 году, и третий — между 425 и 438 годами) и префектом претория Италии, Иллирика и Африки. В октябре 437 года Фауст присутствовал на свадьбе Валентиниана III и Лицинии Евдоксии. Вероятно, тогда же он был назначен на пост преторианского префекта от имени двух императоров. Вскоре он и преторианский префект Востока получили копии недавно завершённого Кодекса Феодосия. 25 декабря 438 года Фауст представил его сенату для публикации на Западе.
В 438 году он занимал должность консула совместно с императором Феодосием II, а в 442 году стал префектом претория Италии во второй раз.
После 438 года он украсил статуями своих предков форум, который его отец построил в Риме.